# Philagrios d'Épire
Philagrios d'Épire (en grec ancien : Φιλάγριος Ηπειρώτης) est un auteur médical de la Grèce antique. Sa vie s'est déroulée après celle de Galien et avant celle d'Oribase, au IIIe siècle apr. J.-C.
Il a exercé à Thessalonique ; Théophile le Protospathaire l'appelle Περιοδευτής, Periodeutes, ce qui signifie sans doute qu'il voyageait de ville en ville.
Les écrivains médicaux arabo-musulmans du Moyen Âge le citent souvent et ont préservé le titre de quelques-uns de ses livres (sur les calculs rénaux et vésicaux, le cancer, les morsures de chien, les dents et les gencives…), dont la liste pourrait comprendre, selon la Souda, 70 titres.
Le Grand Thresor de Johann Jacob Wecker (1610) donne de lui, d'après l'Antidotaire de Mésué, la formule d'un onguent contre la paralysie et les convulsions.